# Martinus Arnoldus van de Ven
Martinus Arnoldus van de Ven (Eindhoven, 4 september 1755 - aldaar, 17 februari 1802) is een voormalig burgemeester van de Nederlandse stad Eindhoven. 
Van de Ven werd geboren als zoon van burgemeester Wilbort van de Ven en Elizabetha Valkenaers. Hij was wijnkoper en burgemeester van Eindhoven in 1789 en 1790. 
Hij trouwde te Oisterwijk op 26 september 1784 met Johanna Jacoba van Steenacker, wijnhandelaarster, dochter van Ludovicus Theodorus Van Steenacker en Helena Van Krugten, overleden in Eindhoven op 20 oktober 1807. 